# Montemitro
Montemitro är en ort och kommun i provinsen Campobasso i regionen Molise i Italien. Kommunen hade 336 invånare (2018).